# 大龍寺 (多治見市)
大龍寺（だいりゅうじ）は、岐阜県多治見市廿原町にある曹洞宗の寺院。山号は神明山。

## 歴史
名古屋市北区にある光音寺の末寺である。
寺伝によると、永禄2年(1559年)、永教によって開基されたが、その後の寺歴は不詳という。
永教は慶長5年(1600年)に没したと伝わる。
それから164年経過した明和元年(1764年)8月、光音寺の惟白を勧請開山としている。
本尊の聖観音菩薩像は、宝暦年間(1751～1764年)に名古屋松坂屋当主の伊藤次郎左衛門が寄進したと言われている。
境内の大杉について「大龍寺境内に古木三本杉がある。今では根本を一にして、九尺廻り以上のもの三本が隠然としてそびえている。その経し年代こそ知る由もないが、変遷幾百年間郷土を守りつゞけたことであろう。」と記されている。
その大杉の根元に、やさしい顔をした丸彫りの地蔵尊が立っている。年代は読み取れないが、昔は墓地にあったものと伝えられている。
愛知県春日井市との県境近くの山間の地にあり、近年はペット葬儀の寺「大龍寺動物霊園」として知られる。

## 文化財
多治見市指定文化財
- 紙本著色涅槃図